# N (lettre)
Pour les articles homonymes, voir N.
Cette page contient des caractères spéciaux ou non latins. S’ils s’affichent mal (▯, ?, etc.), consultez la page d’aide Unicode.
N est la 14e lettre et la 11e consonne de l'alphabet latin.

## Histoire

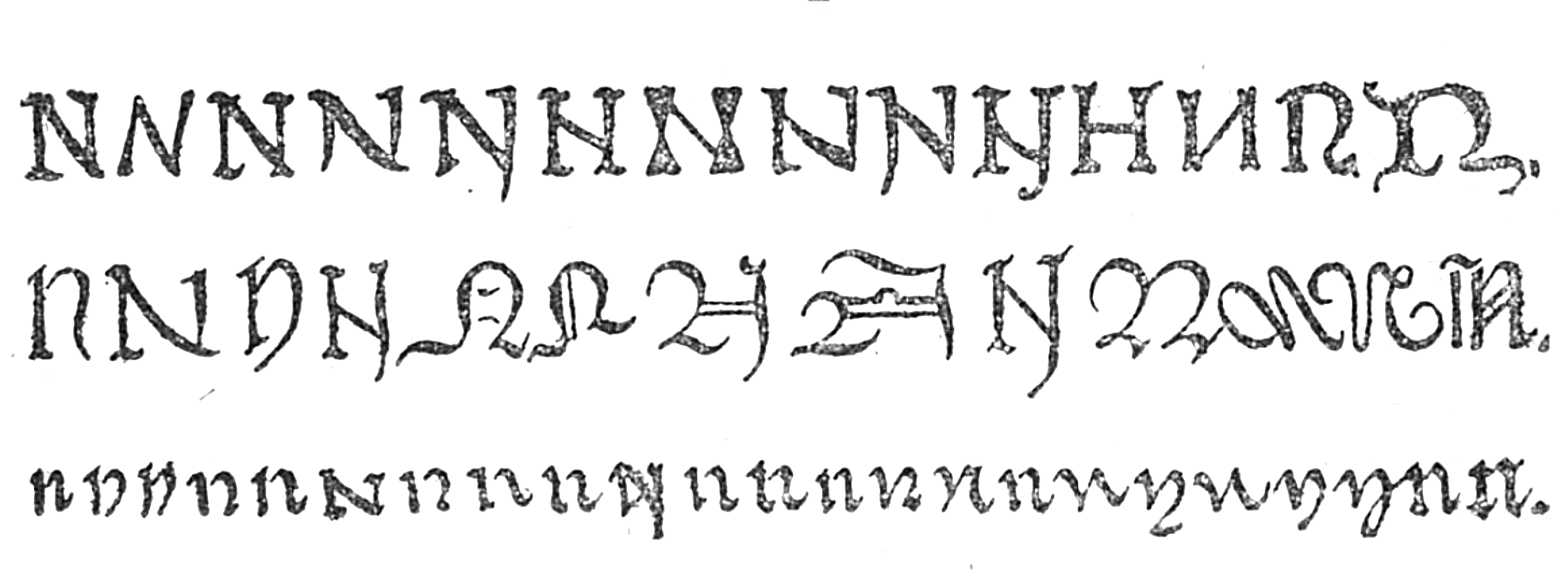
Formes majuscules et minuscules manuscrites de la lettre N dans le Dictionnaire des abréviations latines et française d’Alphonse Chassant.

| D |

| D |

## Linguistique
- N est un nom féminin quand on prononce cette lettre èn'  et masculin quand on la prononce ne. Toutefois, en France, èn'  semble être la prononciation la plus en usage et la quasi-totalité de la population considère ce nom ainsi prononcé comme masculin, la plupart des dictionnaires faisant peu à peu de même, sauf le Littré. Remarque : il en est ainsi pour les lettres F, H, L, M, N, R, et S.
- En français, N permet de nasaliser les voyelles : pendant, vin, onde, brun.

## Forme diacritée
- Ń, ń (aigu)
- Ǹ, ǹ (grave)
- N̈, n̈ (tréma combinant)
- Ñ, ñ (tilde)
- Ň, ň (caron)
- Ṅ, ṅ (point suscrit)
- Ņ, ņ (cédille)
- Ṇ, ṇ (point souscrit)
- Ṋ, ṋ (circonflexe souscrit)

- Ṉ, ṉ (macron souscrit)
- N̰, n̰ (tilde souscrit)
- Ɲ, ɲ (hameçon)
- Ƞ, ƞ (long jambage de droite)
- ᵰ (tilde médian)
- ᶇ (hameçon palatal)
- ɳ (hameçon rétroflexe)
- ȵ (bouclé)
- ŉ (précédée d'une apostrophe)

## Digrammes
- Ǌ, ǋǌ

## Codage

### Informatique
| Lettre                   | N                        | N                        | n                         | n                         |
| ------------------------ | ------------------------ | ------------------------ | ------------------------- | ------------------------- |
| Nom Unicode              | Lettre capitale latine N | Lettre capitale latine N | Lettre minuscule latine N | Lettre minuscule latine N |
| Encodage                 | décimal                  | hexadécimal              | décimal                   | hexadécimal               |
| ASCII, ISO 8859, Unicode | 78                       | 4E                       | 110                       | 6E                        |
| EBCDIC                   | 213                      | D5                       | 149                       | 95                        |

### Radio
- Épellation alphabet radio
  - international : November
  - allemand : Nordpol
- En alphabet morse, la lettre N vaut « -· »

### Autres
| Signalisation | Signalisation | Langue des signes | Langue des signes | Écriture Braille |
| Pavillon      | Sémaphore     | française         | québécoise        | Écriture Braille |
| ------------- | ------------- | ----------------- | ----------------- | ---------------- |
|               |               |                   |                   |                  |

La lettre N se compose de deux segments de droite parallèles, reliés par un segment de droite oblique.